# Return to Forever (album)
Return to Forever - album amerykańskiego muzyka jazzowego Chicka Corei, a zarazem debiutancki album założonej i prowadzonej przezeń jazzfusionowej grupy Return to Forever. Płyta ta często określana jest jako jeden z klasyków jazzu elektrycznego.

## Lista utworów
Wszystkie utwory są autorstwa Chicka Corei, słowa napisał Neville Potter.
| 1. | "Return to Forever"              | 12:06 |
|    |                                  |       |
| 2. | "Crystal Silence"                | 6:59  |
|    |                                  |       |
| 3. | "What Game Shall We Play Today?" | 4:30  |
|    |                                  |       |
| 4. | "Sometime Ago/La Fiesta"         | 23:13 |
|    |                                  |       |
|    |                                  | 46:48 |
|    |                                  |       |

## Muzycy
- Chick Corea - elektryczne pianino
- Stanley Clarke - kontrabas, gitara basowa
- Joe Farrell - flet, saksofon
- Airto Moreira - perkusja
- Flora Purim - wokal, instrumenty perkusyjne